# Caelatura rustica
Caelatura rustica är en snäckart som först beskrevs av Watson 1886.  Caelatura rustica ingår i släktet Caelatura och familjen Barleeiidae. Inga underarter finns listade i Catalogue of Life.